# Pterolepis gessardi
Pterolepis gessardi är en insektsart som beskrevs av Bonnet, F.R. 1886. Pterolepis gessardi ingår i släktet Pterolepis och familjen vårtbitare. Inga underarter finns listade i Catalogue of Life.